# Oncidium orthotis
Oncidium orthotis är en orkidéart som beskrevs av Heinrich Gustav Reichenbach. Oncidium orthotis ingår i släktet Oncidium och familjen orkidéer. Inga underarter finns listade i Catalogue of Life.